# Сіль чорної землі
Сіль чорної землі (пол. Sól ziemi czarnej) — польський історичний фільм 1969 року режисера Казимежа Куца, перша частина так званого «Сілезького триптиху», до якого також увійшли фільми «Перлина в короні» (1971, Perła w koronie) та «Пацьорки однієї вервиці» (1979, Paciorki jednego różańca). Сценарій Куц написав на основі власного досвіду (його батько брав участь у ІІІ Сілезькому повстанні) та уважного читання літератури, присвяченої Сілезії. Фільм є одним з найважливіших досягнень післявоєнної чверті століття в польській кінематографії.

## Сюжет
Фільм показує долю Габріеля (Ольгерд Лукашевич), наймолодшого із семи братів Басистів, які стихійно приєдналися до Сілезького повстання в 1920 році. Габріель сприймає участь у повстанні як пригоду, він набуває німецьку форму, в якій пробирається на бік ворога. Там він зустрічає німецьку медсестру (Ізабелла Козловська), в яку закохується, що ускладнює його ставлення до повстання.

## Ролі виконують
- Ольгерд Лукашевич — Ґабріель
- Целіна Муші — Мадзя Басиста
- Ян Енглерт[pl] — Ервін Малінок
- Єжи Бінчицький — Бернард Басиста, брат Габріеля
- Єжи Цнота[pl] — Євзебін Басиста, брат Габріеля
- Веслав Димний[pl] — Франек Басиста, брат Габріеля
- Бернард Кравчик[pl] — Домінік Басиста, брат Габріеля
- Ізабелла Козловська[pl] — медсестра
- Єжи Лукашевич[pl] — Цирил Басиста, брат Габріеля
- Данієль Ольбрихський — лейтенант Стефан Совінський
- Єжи Треля — повстанець

## Історія створення фільму
Причиною створення фільму «Сіль чорної землі» стало важке матеріальне становище кінорежисера Казимежа Куца, який на той час заробляв лише дві тисячі злотих, а крім того жив зі своїм братом, який страждав на шизофренію. Він згадав досвід свого батька, повторно дослідив літературу, присвячену Сілезії.
Існувала також сімейна легенда про його дядька, який молодим брав участь у повстанні та був врятований «чотирма молодими дівчатами», завдяки яким поранений потрапив до Сосновця з польської сторони. Як сказав режисер у своїх спогадах: «Сілью чорної землі я хотів внести свій вклад у створення художньої міфології Сілезії, культурно облагороджуючи цей регіон».
Сценарій був написаний влітку 1968 року і Куц поїхав з Сілезії до Варшави. Однак, його висміяли місцеві мистецькі кола. Станіслав Дигат писав: «Це самогубство, кінець Казя». Сценарист Людвік Старський на своєму засіданні Комітету з оцінки фільмів і сценаріїв заявив, що ніколи не було повстання в Сілезії, і розглядав сценарій як літературну фантастику.
Тоді Куц поїхав до Сілезії та попросив письменника Вільгельма Шевчика допомогти йому дістатися до генерала Єжего Зентка. На наступному засіданні комітету підтримка генерала стала доста́тньою для початку роботи над фільмом.

## Навколо фільму
- 27 листопада 2017 року в кінотеатрі Ріальто відбулася прем'єра цифрово реконструйованого фільму Казимежа Куца «Сіль чорної землі». Другий фільм Куца «Перлина в короні» був відновлений до кінця того ж року. Вартість відновлення обох стрічок становитила приблизно пів мільйона злотих.[4]

## Нагороди
- 1970 Нагорода кінофестивалю Любуське літо фільмове[pl] (Lubuskie Lato Filmowe), Лаґув[1]:
  - приз «Золоте гроно» — Казимеж Куц
  - нагорода за сценарій — Казимеж Куц
  - нагорода за сценографію — Болеслав Камиковський
  - нагорода операторові — Веслав Здорт
- 1970 Державна премія І ступеня — Казимеж Куц
- 1975 Нагорода кінофестивалю Любуське літо фільмове[pl] (Lubuskie Lato Filmowe), Лаґув[1][5]:
  - приз «Золоте гроно» — Казимеж Куц